# Муар многокрасочной печати
Муар многокрасочной печати — паразитный рисунок, возникающий на оттиске в результате интерференционного взаимодействия растровых решёток цветоделённых изображений, совмещаемых при печати.

Фактическая заметность муара определяется его частотой и контрастом, которые зависят от цвета, тона и характера рисунка на тех или иных участках изображения. Такие участки (как и цветные изображения в целом) отличаются различной муарогенностью — возможностью возникновения муара той или иной степени заметности.

## Частота муара
Цветоделённые фотоформы при регулярном растрировании представляют собой регулярную повторяющуюся структуру растровых точек, имеющих различный размер и отстоящих друг от друга на равном расстоянии. Количество таких точек на единицу длины называют пространственной частотой или линиатурой растра. При наложении в простейшем случае двух растровых структур друг на друга мы получаем новую растровую структуру, содержащую как суммарную, так и разностную составляющую исходных растровых структур. Частота муара равна разности частот накладываемых структур.
Период муара определяется взаимной ориентацией растровых решёток. Для двух линейных растров монотонные изменения периода муара и его картина повторяются через 180°, а для точечных ортогональных и гексагональных, соответственно через 90° и 60°.
При совпадении решёток (угол 0° и углы кратные указанным выше) период муара стремится к бесконечности. Однако незначительная, в половину шага линиатуры, нестабильность приводки печатного листа приводит к резким отклонениям общего тона и цвета в тираже — цветовому дисбалансу.
При совмещении под углами 5—10° муар образует крупные контрастные сгустки и разрежения растровых точек, располагающиеся в узлах новой, относительно грубой решётки. При симметричном ортогональном растре такой особенно заметный паразитный рисунок называют квадратным муаром.

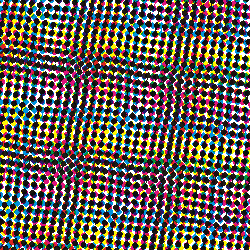
квадратный муар

розеточный муар

По мере увеличения угла размеры сгустков и разрежений уменьшаются, а их частота растёт. Таким образом, критическим углам попарного совмещения растровых решёток 90°, 45°, 30° соответствуют минимальные значения периода муара и его предельно высокая частота. В таких случаях печатные элементы разных красок образуют специфическую, менее заметную круговую структуру — розеточный муар.

## Контраст муара
Контраст муара определяется тоном или относительной площадью печатных элементов совмещаемых участков цветоделённых изображений.
Контраст пятен муара монотонно ослабевает от участков средних тонов к теням и свету. То есть муар имеет максимум своего проявления в области полутонов. Это связано с тем, что элементы растра, формирующие разностные частоты, имеют максимальный размер при 50 % растровой точки. В диапазоне от 0 % до 50 % растр формируется увеличивающимися пятнами краски на фоне более светлой бумаги, а в диапазоне от 50 % до 100 % посредством уменьшающихся незаполненных краской пробелов. И хотя муар присутствует практически во всём тоновом диапазоне, в области света и теней он менее заметен, аналогично тому, как менее заметна растровая структура при 2 % и 98 % по сравнению с 50 %.

## Нерегулярное растрирование как метод борьбы с муаром

### Нерегулярные растры
Данный подход к коррекции муара многокрасочной печати основан на нерегулярном размещении печатных элементов на изображении.
В ряде способов электронного растрирования общий рост запечатываемой площади по мере усиления воспроизводимого тона сопровождают псевдослучайным изменением формы, размеров и частоты размещения печатных элементов и пробелов.
Преимущества данного метода:
- отсутствие розеточной структуры и меньшая заметность растра при низкой разрешающей способности печати;
- отсутствие дисбаланса в цветопередаче из-за отклонений в приводке;
- адекватный увеличению разрешающей способности считывателя рост чёткости оттисков при растрировании методом диффузии ошибки.

Первое из этих преимуществ актуально, например, для цветной печати газет с учётом низких значений линиатур и частот розеточного муара традиционных растров.
В остальных отношениях и, в частности, по числу воспроизводимых градаций, а также плавности тонопередачи нерегулярные системы скорее менее пригодны к печати. Неправильная форма печатных элементов и их больший суммарный периметр при той же запечатываемой площади, что и в регулярном растре, снижают стабильность и однозначность переноса значения этой площади на оттиск, начиная с процесса записи фотоформ, а также ведут к существенному растискиванию в более широком диапазоне полутонов.
Дополнительные красочные зоны возникают при касании элементов в такой структуре случайно и во всем эффективном интервале запечатываемой площади, который, в результате сокращается почти вдвое по сравнению с растром традиционной геометрии.
Способы осуществления нерегулярного растрирования:
- случайное смещение точек
- растровый алфавит с нерегулярным распределением
- метод диффузии ошибок